# Pierre Dehaye
Pour les articles homonymes, voir Dehaye.
Pierre Dehaye, né le 24 mai 1921 à Saint-Pol-sur-Mer et mort le 16 avril 2008 à Paris 16e,,, est un haut fonctionnaire français, par ailleurs écrivain.

## Biographie
Titulaire d'une licence de droit, Pierre Dehaye a passé toute sa carrière au ministère des Finances dans l'administration centrale,  avant d'être nommé directeur des Monnaies et Médailles en 1962, poste qu'il occupe jusqu'en 1984. 
À partir de 1948, il effectue de nombreuses missions officielles dans les cabinets ministériels, notamment Edgar Faure en 1952 et Maurice Bourgès-Maunoury en 1953. De 1953 à 1954, il fait de nouvelles missions pour Edgar Faure, alors ministre des Finances et des Affaires économiques, puis président du Conseil de 1955 à 1956. De 1959 à 1966, il appartient au cabinet de Valéry Giscard d'Estaing au ministère des Finances, puis en devient directeur.
De février 1970 à juillet 1972, il est membre du conseil d'administration de l'ORTF puis, de 1972 à 1974, président de la Conférence internationale des directeurs de médailles. À partir de 1973, il rejoint, en tant que membre, le Comité de la francophonie, et devient trésorier de l'Association française pour les célébrations nationales.
En 1963, il crée le Bulletin du Club français de la médaille, dont il prend la direction et la rédaction en chef. Avec la Monnaie de Paris, il réalise vingt-cinq expositions.
Le 13 février 1975, il est élu à l'Académie des beaux-arts au fauteuil 7 de la section Membres libres, où il succède à Louis Hautecœur,.

### Radio
Chroniqueur sur Radio Courtoisie dès sa fondation en 1987, il y dirige l'émission Promenade et flâneries au domaine de poésie de 1989 à 2000. Pascal Payen-Appenzeller et Jean Decellas lui succèdent.
Il succède également à François Pitti-Ferrandi comme président de l'association de gestion de Radio Courtoisie, Comité de défense des auditeurs de Radio Solidarité de 1997 à 2005, date à laquelle Christian Langlois prend sa suite.

## Distinctions
Durant sa carrière, Pierre Dehaye a reçu plusieurs distinctions :
- Officier de la Légion d'honneur

- Chevalier de l'ordre national du Mérite
- Commandeur de l'ordre des Arts et des Lettres
- Officier de l'ordre des Palmes académiques
- Chevalier du Mérite économique

## Œuvres
- Naître est une longue patience : notes et maximes, Albin Michel, 1979, 200 p. (ASIN B01M7SR4RQ)
- L'Art arme des âmes : essais sur la beauté, Promothea, 1994, 303 p. (ISBN 978-2-910040-08-6)
- Un même mystère : notes et maximes, Albin Michel, 1995, 259 p. (ISBN 978-2226022578)